# Ferdinand van Spoelberch
 (mars 2024).
Ferdinand van Spoelberch (1596-1675), chevalier de l'Ordre du Christ, seigneur de Lovenjoul, était officier de l'armée des Flandres pendant la guerre de Quatre-Vingts Ans.

## Biographie
Il est né à Bruxelles le 13 août 1596, fils de Jan Baptist van Spoelberch (1566-1627) et de Maria Magdalena Garet.
En avril 1621, il accompagna Ferdinand van Boisschot dans une mission diplomatique en France. Le 12 janvier 1626, il épousa Anna de Grimaldi de Morazane (décédée le 6 janvier 1634), fille de Simon de Grimaldi, secrétaire du Conseil privé des Pays-Bas. Un portrait du couple a été attribué à Gaspar de Crayer. Ils eurent quatre enfants : Anna Maria (1627-1627), Maria Magdalena (1628-1635), Karel Frans (1630-1692) et Christoffel (1633-1707).
Il devint seigneur de Lovenjoul le 17 juillet 1630 par achat, et par lettres patentes du 23 février 1633 fut nommé meier des dix villages soumis aux échevins de Lubbeek (aujourd'hui dans le Brabant flamand).
En 1630, ses vers furent publiés à Bruxelles comme introduction aux Epistolae ad Rudolphum II. Imperatorem e Gallia scriptae par A. -G. Busbequius.
Il joua un rôle important dans la défense de Louvain (1635), en reconnaissance de laquelle Philippe IV d'Espagne le fit le 31 mars 1649 seigneur et il put porter une couronne sur ses armes.
Le 10 février 1662, le pape Alexandre VII le nomma chevalier de l'Ordre du Christ. Il fut investi par Andreas Creusen, archevêque de Malines, le 13 avril 1662.
Il mourut à Louvain le 8 février 1675 et fut enterré avec son épouse dans le caveau familial de l'église des Récollets.
L'ouvrage Brusselschen Blom-hof van Cupido (Bruxelles, 1641) lui est dédié par l'auteur Willem van der Borcht.